# Блажков Ігор Іванович
І́гор Іва́нович Блажко́в (нар. 23 вересня 1936, Київ) — радянський і український диригент. Народний артист УРСР (1990).

## Життєвий і творчий шлях
Закінчив диригентський факультет Київської консерваторії (1959 року , клас Олександра Климова), того ж року став дипломантом республіканського конкурсу диригентів, працював диригентом у Державному симфонічному оркестрі України. Листувався з видатними музикантами Заходу, в тім числі з Ігорем Стравинським, Едґаром Варезом і Карлгайнцем Штокгаузеном, брав участь у підготовці гастролей Стравінського в СРСР (1962). Потім навчався в аспірантурі Ленінградської консерваторії у Євгена Мравінського (закінчив у 1967 р.). В 1963–1968 рр. працював диригентом Ленінградської філармонії. Вже на цьому етапі, як завважувала в 1965 році  Софія Хентова, «зарекомендував себе як ініціативний виконавець забутих, маловідомих творів». Після майже 30-річної перерви виконав Другу та Третю симфонії Дмитра Шостаковича. Був звільнений рішенням Колегії Міністерства культури СРСР за виконання авангардної музики (Арнольда Шенберґа, Антона Веберна, Едґара Вареза, Чарлза Айвза, Валентина Сильвестрова, Андрія Волконського, Миколи Каретникова та ін.).
У 1969–1976 рр. очолював Київський камерний оркестр, виконавши численні твори композиторів різних епох і країн — від бароко до сучасних українських. Практично в кожному концерті колективу були твори, позначені: «В Києві виконується вперше», «В СРСР виконується вперше» або «Виконується вперше». З 1983 року керував камерним оркестром «Перпетуум мобіле» Спілки композиторів України, з яким виконав численні рідкісні та забуті твори, в тім числі за архівними матеріалами з зібрання Берлінської Співацької академії, вивезеного з Німеччини після Другої світової війни, які зберігалися в Києві. Продовжував виконувати також твори новітніх композиторів (зокрема, Валентина Сильвестрова). У 1988–1994 рр. — художній керівник і головний диригент Державного симфонічного оркестру України. Потім був незаконно звільнений і залишився без роботи, внаслідок чого в 2002 році. емігрував до Німеччини. Мешкає в Потсдамі.
Сам І. Блажков через 20 років по тому так згадував своє звільнення:
|  | Є такий американець українського походження Т. Кучер, людина без музичної освіти, але захотів стати диригентом. Він одружився з племінницею голови Львівської облради Гориня і Мінкультури України почало підшукувати для нього диригентське місце і знайшло посаду головного диригента Держсимфоркестру. Але ж ця посада зайнята мною і мене почали з неї викурювати, в надії, що я подам заяву про звільнення. Я її не подавав, оскільки за законом мене могла звільнити тільки колегія міністерства, визнавши мою професійну невідповідність займаній посаді. Але це було нереальним, і Мінкультури пішло на моє незаконне звільнення — мене викинули на вулицю, не дочекавшись пенсійного віку, правда, пропонуючи місце диригента в київському цирку. Все, що вчинили зі мною я можу назвати «розправою ХХ століття». Режисером цієї розправи був тоді працівник Мінкультури, а нині ректор Національної музичної академії України В. Рожок. На ім'я президента Кучми посилалися листи на мій захист від провідних діячів музичної культури України, від композиторів Петербурга. Ці листи були проігноровані ... Це і стало причиною моєї еміграції. |

За словами одного з критиків, він «відомий як диригент, котрому сучасні композитори довіряли ноти з іще не висохлим чорнилом, як музикант-просвітитель, невтомний дослідник і реставратор забутих шедеврів світової музичної літератури». Інший оглядач називає Блажкова «одним з головних українських музикантів XX століття». Загалом, як твердять, він уперше виконав близько 400 творів.
У 1986 р. Євген Мравінський писав про Блажкова: «Музикант рідкісної ерудиції та найширшого кругозору, І. І. Блажков заслужено завоював репутацію талановитого й самобутнього диригента. Його концерти завжди позначені і репертуарною новизною, і нестандартністю побудови програм, а головне бездоганною художньо якістю. Будучи музикантом до граничного ступеня відповідальним і в найвищому значенні слова — сучасним, І. І. Блажков демонструє в кожному своєму концерті тонкий мистецький смак і справді сучасний підхід як до вибору творів, так і до манери їх інтерпретації. Музикантські якості І. І. Блажкова, відшліфовані його рідкісною за глибиною та масштабністю культурою, найвищим професіоналізмом і помножені на досить солідний досвід, зробили його нині однією з найцікавіших і найяскравіших постатей у радянському диригентському мистецтві».

### Сім'я
Перша дружина Ігоря Блажкова — музикознавець Галина Мокрєєва (1936—1968). Друга дружина — Ірина Морозова. Син (від другого шлюбу) — піаніст Кирило Блажков (нар. 1977).